# يوسف شريده
يوسف شريدة، لاعب كرة قدم بحريني سابق، ومدرب كرة قدم حالي.
و قد كان يلعب مع نادي المحرق.
و قد لعب مع منتخب البحرين لكرة القدم.

## كأس الخليج 1982
و قد سجل هدف في مرمى منتخب عمان لكرة القدم، وقد سجل هدف في مرمى منتخب السعودية لكرة القدم.

## مسيرته التدريبية
و كان قد درب منتخب البحرين لكرة القدم الأولمبي، وقد بدأ بتدريب منتخب باكستان لكرة القدم في أكتوبر 2005.